# Prostituzione in Germania

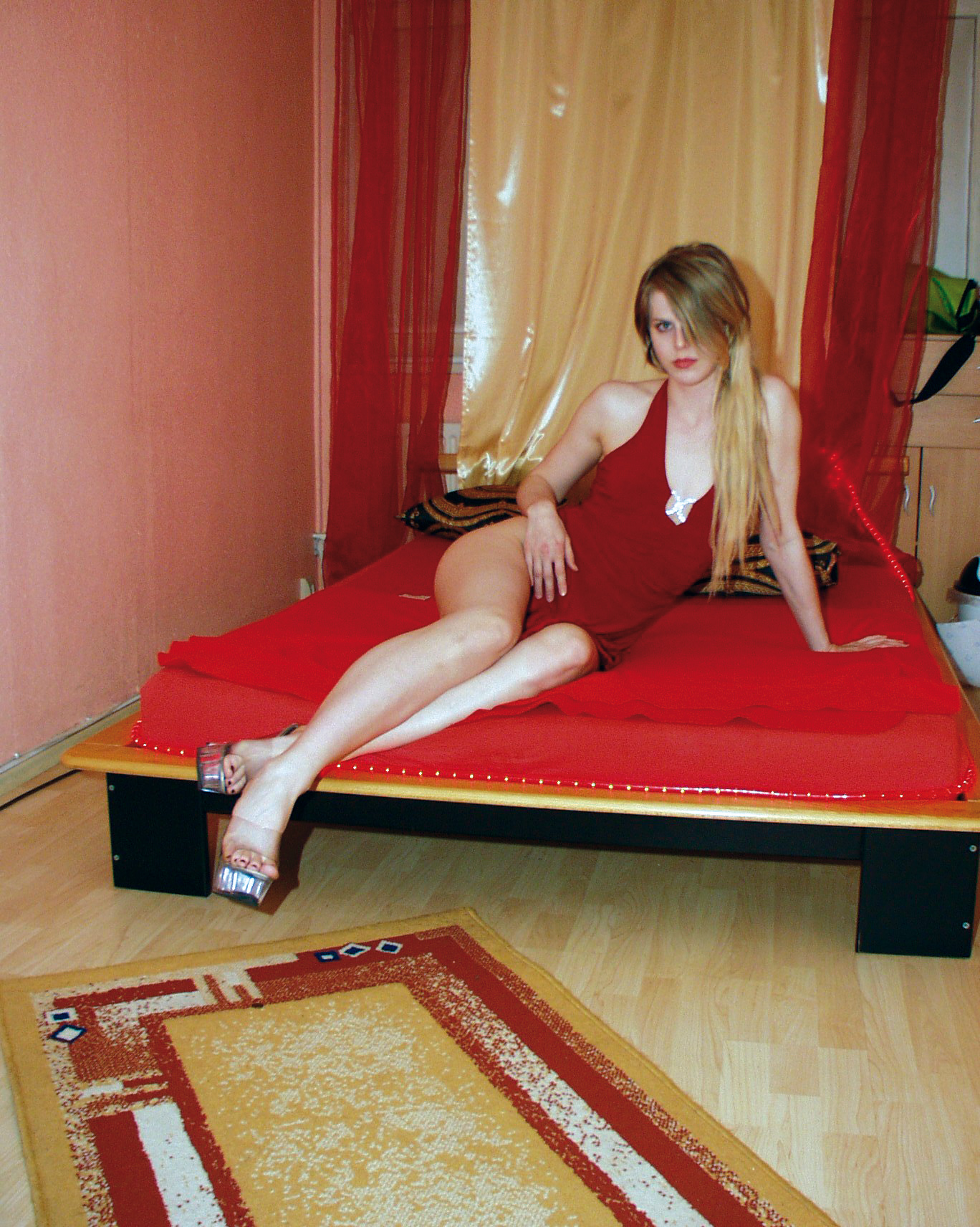
Una prostituta tedesca in una casa di appuntamenti, 1999

La prostituzione in Germania è legale e regolamentata, così come l'attività delle case d'appuntamenti. Nel 2002 il Parlamento federale ha modificato la disciplina in materia di prostituzione, con l'intento di offrire maggiore tutela alle prostitute.

## Storia

### Periodo precedente alla Confederazione germanica del 1815

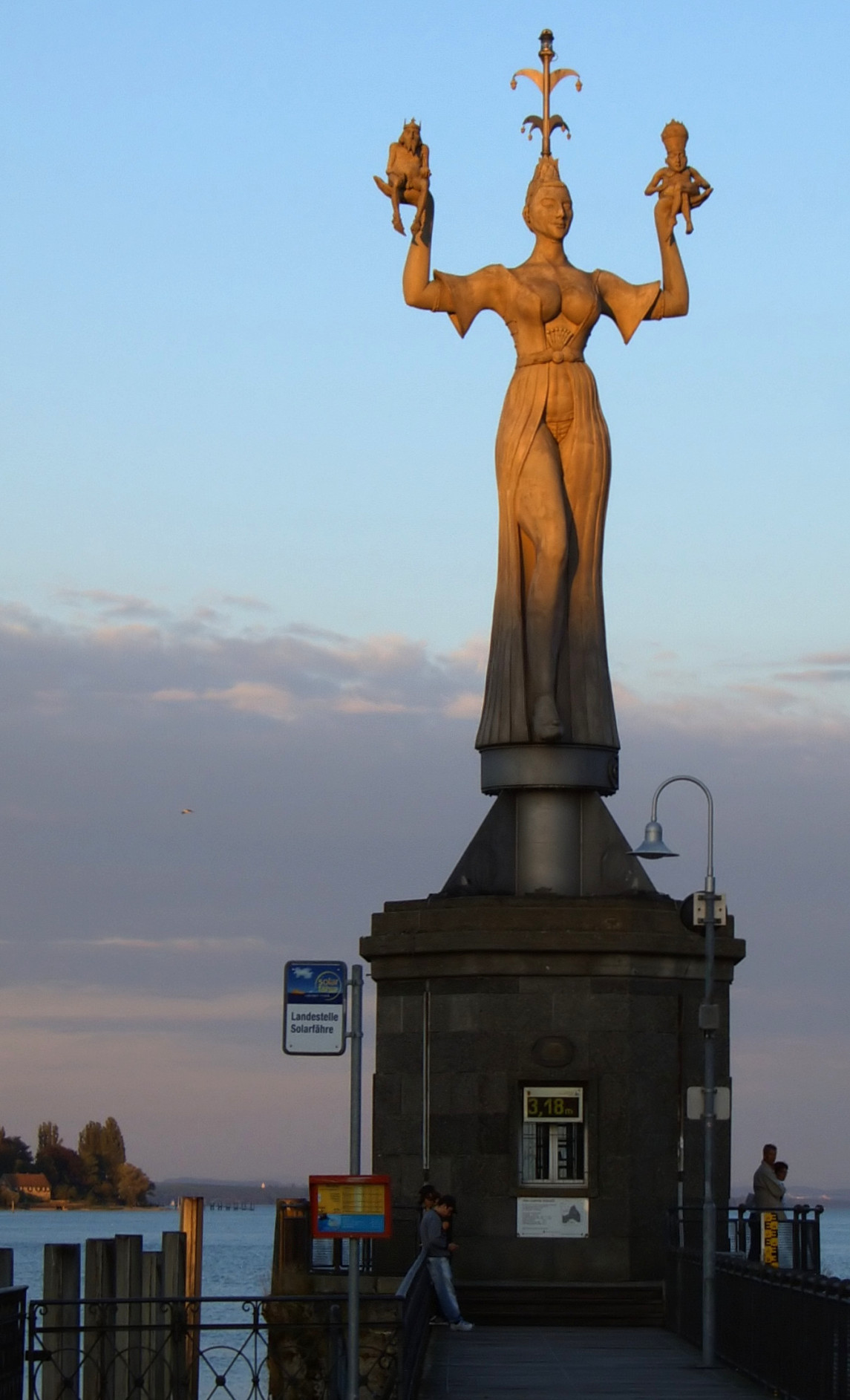
Statua imperiale a Costanza che commemora il Concilio di Costanza del XV secolo

Vi sono fonti che attestano l'esistenza di prostituzione in Germania fin dal medioevo. Fin dal XIII secolo, in diverse città tedesche operavano case di tolleranza, conosciute come Frauenhäuser ("case delle donne"). La pratica della prostituzione era considerata come un male necessario. Questa posizione, d'altronde, era già stata assunta da Sant'Agostino.
L'imperatore Sigismondo di Lussemburgo (1368–1437) inviò un ringraziamento scritto ufficiale alla città di Costanza per aver fornito circa 1.500 prostitute durante lo svolgimento del Concilio di Costanza, tenutosi fra il 1414 ed il 1418.
All'inizio del XVI secolo, con l'inizio della Riforma protestante ed il diffondersi della sifilide, le prostitute vennero perseguite in modo vigoroso.

### La Confederazione germanica (1815-1871), Impero tedesco (1871-1918) e Repubblica di Weimar (1918-1933)
Dall'inizio del XIX secolo le prostitute erano tenute in molte regioni a registrarsi presso le locali autorità di polizia o sanitarie e a sottoporsi a visite periodiche per accertare l'assenza di malattie veneree.
Durante l'Impero tedesco (1871–1918) l'atteggiamento nei confronti delle prostitute era ambivalente. Da un lato la prostituzione era tollerata come una funzione necessaria dall'altro era vista come una minaccia alla moralità pubblica. La prostituzione era quindi consentita ma sotto stretta regolamentazione. Nella città portuale di Amburgo, le norme adottate dalle autorità cittadine regolamentavano dettagliatamente la condotta e l'abbigliamento che le prostitute dovevano avere sia dentro che fuori dalle case di tolleranza. Lo status giuridico e sociale delle prostitute era quello di una classe separata di donne, ridotte ai margini della società.

### Germania nazista (1933-1945)
Lo Stato nazista creò un sistema centralizzato di bordelli cittadini, di bordelli militari (detti Wehrmachtsbordell) e di bordelli dei campi di concentramento, come incentivo per i lavoratori forzati trasferiti in Germania. Fra il 1942 e il 1945 vennero creati dei bordelli all'interno di dieci campi di concentramento, compreso quello di Auschwitz. Questa operazione fu pianificata da Himmler come un incentivo ai lavoratori forzati non-ebrei e non-russi a cooperare, al fine di aumentare la produttività dei campi.
Nel documentario Memory of the Camps, realizzato dal Ministero per l'Informazione britannico e dall'Ufficio per l'informazione di guerra degli Stati Uniti nell'estate del 1945, sono state filmate delle donne che raccontavano di essere state ridotte in stato di schiavitù per essere utilizzate a fini sessuali dalle guardie e da alcuni prigionieri favoriti. La voce narrante racconta che le donne che morivano venivano rimpiazzate con altre prese dal campo di concentramento di Ravensbrück.
Nessuna delle donne costrette a prostituirsi nei bordelli dei campi di concentramento ha mai ricevuto un indennizzo, dato che la legge tedesca sulle indennità per i fatti commessi durante il periodo nazista esclude i soggetti reclusi in quanto "antisociali".

### Repubblica Democratica Tedesca (1945–1990)
Dopo la fine della seconda guerra mondiale, il paese fu diviso in due parti. Nella Repubblica Democratica Tedesca, come in tutti i paesi del blocco comunista dell'Europa dell'est, la prostituzione era illegale e secondo la propaganda ufficiale non esisteva. Di fatto, tuttavia, il fenomeno esisteva e la stessa Stasi si serviva di talune prostitute come informatrici.

### Repubblica Federale Tedesca (1945–2001)
Nella Germania Ovest, gli obblighi di registrazione e di sottoporsi ad accertamenti sanitari rimasero in essere, con differenze nelle varie regioni del paese. In Baviera, era richiesto di sottoporsi, oltre ai normali check-up sulle malattie sessualmente trasmissibili, anche al test HIV fin dal 1987. Molte prostitute evitavano di sottoporsi ai test omettendo la registrazione. Nel 1992, uno studio mostrò che solo il 2,5% delle prostitute che si sottoponevano a test avevano contratto malattie, una percentuale inferiore a quella delle donne non dedite alla prostituzione.
Nel 1967 fu aperta, nel quartiere Reeperbahn di Amburgo, quella che all'epoca era la più grande casa d'appuntamenti in Europa: un Eros Center di sei piani. Nel 1972 fu aperto un altro enorme Eros Center a Colonia, che oggi è conosciuto come Pascha ed è la più grande casa d'appuntamenti in Europa.
Negli anni ottanta la paura dell'AIDS colpì negativamente il mercato della prostituzione e l'Eros Center di Amburgo come molte altre case di appuntamenti chiusero. Il Pascha continua ad esistere ed ora è divenuto una catena di case di appuntamenti, presente non solo a Colonia, ma con filiali a Monaco di Baviera e Salisburgo.
Le attività di "favoreggiamento della prostituzione" (Förderung der Prostitution) sono rimaste illegali fino al 2001 (anche dopo la riforma complessiva del diritto penale del 1973), il che poneva i gestori di case di appuntamento in continuo pericolo. Per questa ragione, le case di appuntamento erano gestite come dei bar nei quali venivano affittate delle stanze da letto. Molte municipalità, al fine di scoraggiare la prostituzione di strada ed evitare lo sfruttamento, realizzarono dei complessi di camere in affitto, detti Dirnenwohnheime (letteralmente: "dormitori per prostitute"), dove le prostitute potevano affittare una stanza pagata giorno per giorno. Oggi questi complessi sono in gran parte privatizzati.
Nel periodo fino al 2001, le giurisdizioni superiori tedesche hanno sempre affermato che la prostituzione offende il buon costume pubblico (verstößt gegen die guten Sitten). Da ciò conseguiva la conseguenza legale che il contratto di prostituzione era considerato nullo, con la conseguenza che una prostituta non aveva la possibilità di agire in giudizio per il mancato pagamento. Le prostitute che lavoravano in appartamento potevano essere sfrattate e i locali pubblici potevano vedersi revocare la licenza se consentivano l'esercizio della prostituzione al loro interno.
Nel 1999, l'imprenditrice Felicitas Weigmann si vide revocare la licenza per il caffè berlinese Psst!, in quanto questo caffè veniva utilizzato come luogo di adescamento di clienti da prostitute ed aveva un servizio di affittacamere collegato, sempre di proprietà della Weigmann. Lei agì in giudizio contro il municipio, sostenendo che la morale pubblica era evoluta e che la prostituzione non doveva più essere considerata contraria al buon costume. Il giudice condusse un'ampia istruttoria, ricevendo un gran numero di opinioni. Nel dicembre 2000, il Tribunale accolse la linea della Weigmann. Questa sentenza è considerata come un importante precedente che ha spianato la strada alla riforma legislativa del 2002. A seguito di un processo di appello, promosso dal municipio di Berlino, la Weigmann ottenne nuovamente la licenza del caffè nell'ottobre 2002.

## Periodo contemporaneo

### La riforma del 2002
Nel 2002, una proposta di legge avanzata da Alleanza 90/I Verdi fu approvata dalla coalizione di maggioranza nel Bundestag, composta da socialdemocratici e verdi. La nuova disciplina eliminò il generale divieto di favoreggiamento della prostituzione e permise alle prostitute di ottenere un regolare contratto di lavoro. Il principio fondante della nuova disciplina è che la prostituzione non deve essere più considerata un'attività immorale. Tuttavia, la stigmatizzazione sociale della prostituzione continua a persistere e una gran parte delle prostitute esercita in modo segreto, conducendo una doppia vita.
La nuova legge è stata criticata sulla base del fatto che essa non avrebbe apportato reali cambiamenti nelle condizioni di lavoro delle prostitute.
Nel gennaio 2007, il governo tedesco ha pubblicato un rapporto sull'impatto della nuova legislazione, concludendo che un limitato numero di prostitute ha concluso un regolare contratto di lavoro e che le condizioni di lavoro sono migliorate in misura molto modesta.

## Diffusione della prostituzione

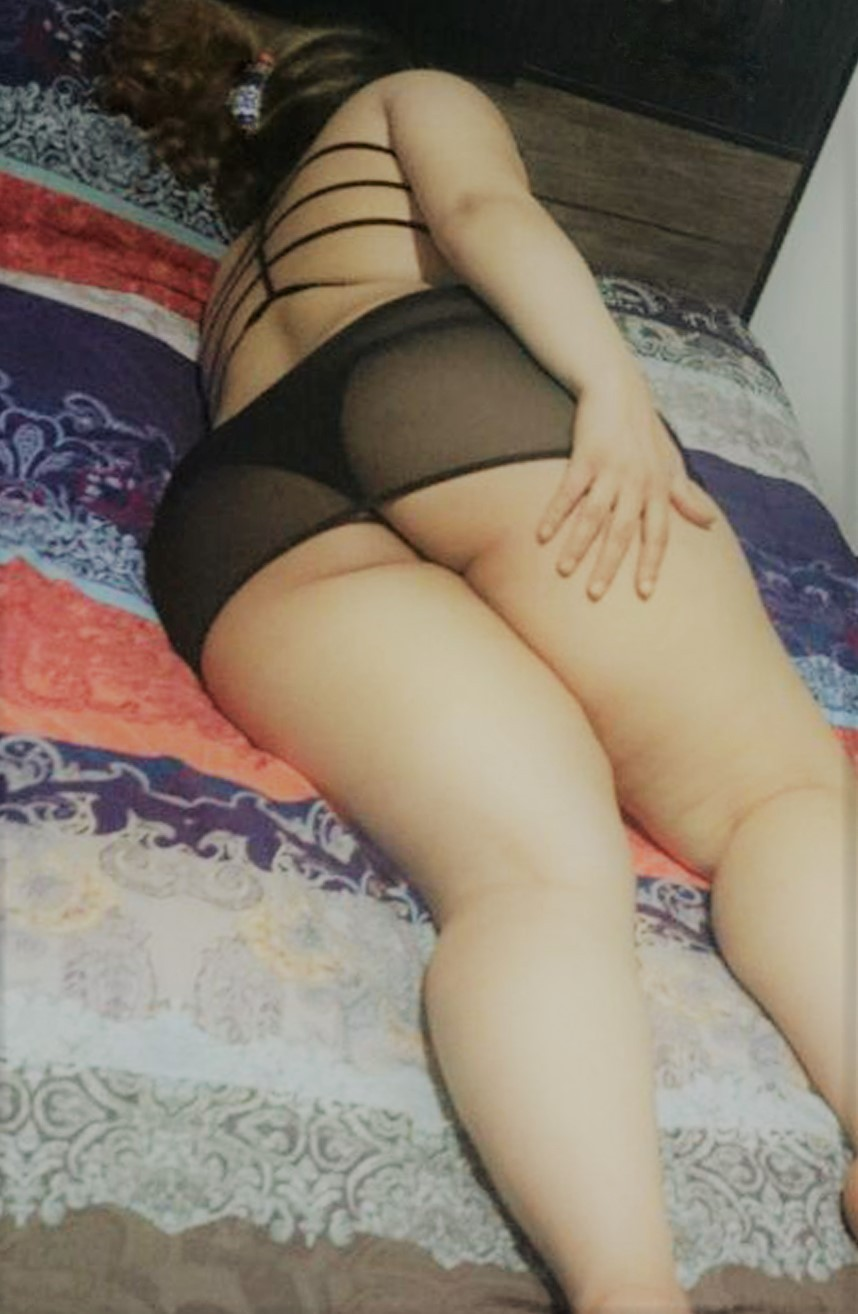
Una prostituta iraniana. il 63% delle prostitute in Germania è straniero ed i due terzi di queste provengono dall'Europa centrale e l'Europa dell'est.

Studi dei primi anni novanta stimavano che il numero di donne operanti come prostitute in Germania fosse fra 50.000 e 200.000.
La International Encyclopedia of Sexuality, pubblicata nel 1997, stimava in oltre 100 000 il numero di donne operanti come prostitute in Germania.
Uno studio del 2005 considerava il numero di 200.000 come una stima realistica.
L'associazione di prostitute HYDRA, stima che il numero odierno di prostitute sia di 400.000. Uno studio del 2009 realizzato da TAMPEP ha confermato la stima di HYDRA di 400.000 fra prostitute part-time ed a tempo pieno, di cui il 93% donne, il 3% transgender e il 4% uomini.
Lo stesso studio ha stimato che il 63% delle prostitute in Germania è straniero ed i due terzi di queste provengono dall'Europa centrale e l'Europa dell'est. Nel 1999 la percentuale delle prostitute straniere era stimata nel 52%. L'aumento della percentuale è probabilmente da attribuirsi al processo di allargamento dell'Unione Europea.
Altri studi stimano che una percentuale fra il 10% e il 30% degli uomini adulti ha avuto esperienze sessuali con prostitute.

## Situazione legale
A seguito della approvazione a fine 2001 della Gesetz zur Regelung der Rechtsverhältnisse der Prostituierten (Prostitutionsgesetz - ProstG), 20 Dec 2001, Bundesgesetzblatt (BGBl.) I, 2001, p. 3983, a far data dal 1º gennaio 2002 in Germania la prostituzione è un'attività legale.
Le prostitute possono lavorare come dipendenti con un normale contratto di lavoro, ma la gran parte di loro lavora come lavoratore autonomo. Le case di appuntamenti sono imprese registrate e non necessitano di particolari autorizzazioni. Se offrono cibo ed alcolici è necessaria una normale licenza per somministrazione.
Le prostitute sono tenute al pagamento delle imposte sul reddito e all'applicazione dell'IVA per i loro servizi. Tuttavia, trattandosi di un mercato dove per la gran parte i pagamenti avvengono in contanti, spesso le tasse sono evase I Länder di Renania Settentrionale-Vestfalia, Baden-Württemberg e Berlino hanno adottato un sistema di imposizione nel quale le prostitute devono pagare anticipatamente un certo ammontare quotidiano, che deve essere riscosso direttamente dai gestori di case di appuntamenti. La Renania Settentrionale-Vestfalia richiede un importo di 25 euro al giorno per prostituta, mentre Berlino 30 euro. Nel 2007 le autorità hanno preso in considerazione la possibilità di una tassazione unificata ed uniforme per tutta la Germania.
La prima città tedesca che ha introdotto una forma di tassazione sulla prostituzione è stata Colonia. Questa tassa è stata introdotta all'inizio del 2004 dal consiglio comunale, guidato da una coalizione conservatrice composta da cristiano-democratici e Verdi e si applicava a locali di spogliarello, peep show, cinema porto, centri massaggi e prostituzione. Nel caso della prostituzione, la tassa ammonta ad un imposto di 150 euro al mese per prostituta e deve essere corrisposto dal gestore della casa di appuntamenti. Nel 2006 la città ha riscosso 828.000 euro da questa tassa.
Fino al 2002 era formalmente proibito a prostitute e case di appuntamenti di svolgere promozione pubblicitaria, per quanto tale divieto fosse scarsamente applicato. Nel luglio 2006 la Corte di Giustizia Federale ha stabilito che, in conseguenza dell'entrata in vigore della nuova disciplina sulla prostituzione, non deve più considerarsi illegale la pubblicità di servizi sessuali.
Ogni municipalità ha la facoltà di individuare zone del territorio comunale dove la prostituzione non è consentita. Le prostitute sorprese ad esercitare in queste aree possono essere multate o in caso di recidiva arrestate. A Berlino la prostituzione è consentita ovunque, ad Amburgo la prostituzione di strada è consentita nel quartiere del Reeperbahn in certi orari del giorno. Quasi l'intero centro di Monaco è precluso alla prostituzione ed agenti in borghese si fingono clienti per arrestare le prostitute che esercitano illegalmente in queste aree. A Lipsia la prostituzione di strada è proibita quasi ovunque e le ordinanze locali consentono alla polizia di multare i clienti che ricercano prostituzione in pubblico. In molte piccole città, l'area preclusa comprende il centro cittadino e le zone residenziali. Diversi stati proibiscono la presenza di case di appuntamenti in città di piccole dimensioni (ad esempio sotto i 35.000 abitanti).
Far lavorare in una casa d'appuntamenti una prostituta minorenne è illegale, come anche lo è indurre a prostituirsi una persona minore di anni 21. È anche illegale acquistare servizi sessuali da una minore di anni 18 (il limite era 16 prima del 2008). Questo divieto si applica anche ai cittadini tedeschi in viaggio all'estero, al fine di combattere estensivamente la pedofilia e il turismo sessuale.

### Salute e igiene
La legge federale impone controlli sanitari obbligatori.
In Baviera la legge impone l'uso di preservativi nei rapporti con le prostitute, inclusi quelli orali.